# Call of Duty: Roads to Victory
Call of Duty: Roads to Victory је пуцачина из првог лица чија је главна тематика Други светски рат. Игра је изашла за PlayStation Portable и представља спин-оф игре Call of Duty 3 за конзоле. Игра је објављена 13. марта 2007. Развила ју је компанија Amaze Entertainment, а објавио Activision.